# Морской волк (фильм, 1993)
«Морской волк» (англ. The Sea Wolf) — телефильм. Экранизация одноимённого произведения Джека Лондона. Сюжет фильма лишь отчасти соответствует роману Лондона.

## Сюжет
Главный герой, спасённый с затонувшего парохода экипажем промысловой шхуны, переживает много трудностей и унижений в борьбе с морем и непредсказуемым характером капитана, по праву носящего прозвище Волк. Ларсен. 
В центре фильма - философские диалоги главного героя Хэмфри Ван-вейдена с капитаном шхуны "призрак" Волком Ларсеном, обнажающие двойственность человеческой природы. 
Низость и благородство. 
Борьба за выживание и справедливость.